# Metro de Quito
El Metro de Quito es la red de ferrocarril metropolitano subterráneo que sirve a la ciudad de Quito, Ecuador. Fue inaugurado el 21 de diciembre de 2022 e inició su operación comercial el 1 de diciembre de 2023.
Cuenta con una única línea de quince estaciones, que recorre la ciudad de sur a norte, desde Quitumbe hasta El Labrador.
El metro es el elemento principal del Sistema Integrado de Transporte Masivo de Quito (SITM-Q), el cual incluye también líneas de Metrobus-Q (Troncal Central Trolebús, Troncal Oriental Ecovía y Troncal Occidental Metrobús) y la red de autobuses.

## Historia

### Antecedentes

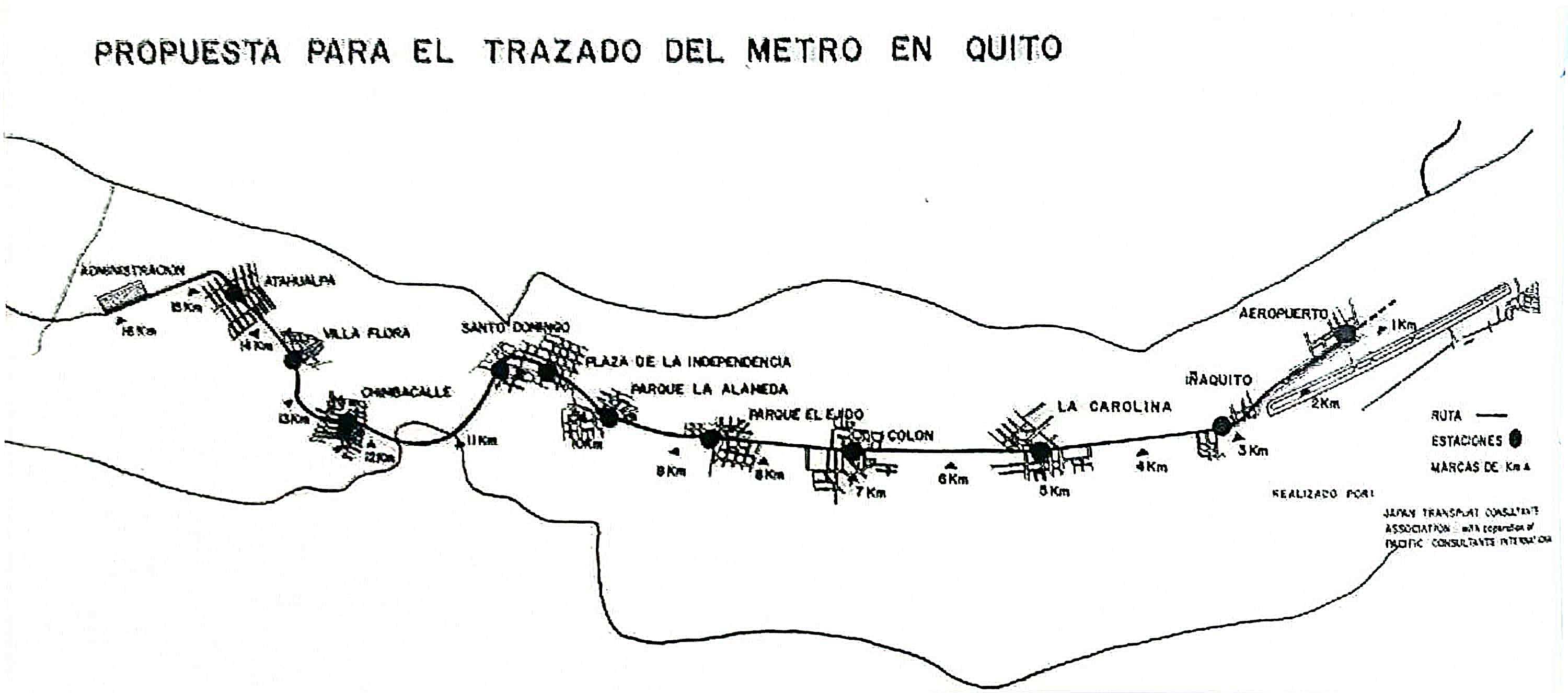
Trazado propuesto por la Japan Transport Consultants Assosiation y Pacific Consultants International para el Metro de Quito en la década de los 70.

En 1977, durante la alcaldía de Álvaro Pérez Intriago, se trazó el «Plan Integral de Desarrollo Urbano de Quito» que incluía obras necesarias para la ciudad hasta el año 2020. Entre estas se encontraba justamente un sistema de transporte ferroviario metropolitano (metro), que, debido a la forma alargada de la mancha urbana, era la opción avalada por expertos de Francia (París) y España (Madrid), con quienes Pérez conversó ampliamente, aunque no se llegó a concretar la obra durante su administración.
Haciendo a un lado la propuesta de Pérez, durante la Alcaldía de Rodrigo Paz en 1988, se planificó una red de trolebuses para solucionar los problemas de movilidad de la ciudad en ese entonces.[cita requerida] El Trole de Quito se inauguró en 1995 en la Alcaldía de Jamil Mahuad, aunque la red planificada nunca se terminó. Si bien se crearon corredores exclusivos BRT, estos funcionaron a diésel, cuando el plan proyectaba que todos los buses debían ser eléctricos.[cita requerida]
En 1998, el gobierno ecuatoriano firmó un acuerdo con el Banco Interamericano de Desarrollo para financiar el estudio de una línea de metro para la capital. El estudio, realizado por la empresa española UTE Metro de Quito, concluyó en ese entonces que el proyecto era viable y que se podía construir en tres fases.
En la década del 2000 empezaron a operar el Corredor Ecovía y el Corredor Central Norte, y a inicios de la década del 2010 operaron los corredores Sur Oriental y Sur Occidental. No obstante, el Trole (principal corredor del sistema) ya se hallaba colapsado para entonces, puesto que fue planificado para abastecer la demanda hasta el año 2010, y movilizar hasta 180 mil pasajeros, aunque para esa misma década transportaba más de 200 mil personas.[cita requerida]
En las elecciones del Distrito Metropolitano de Quito de 2009, el tema del transporte masivo fue un punto trascendental de la campaña para la Alcaldía Metropolitana: Augusto Barrera, candidato por Alianza PAIS, propuso la construcción de un sistema subterráneo de metro, desechando la propuesta del Tren Rápido de Quito (TRAQ) que fue estudiado durante la Alcaldía de Paco Moncayo, y era la bandera de campaña del candidato Antonio Ricaurte. La propuesta del TRAQ, desarrollada por la extinta empresa municipal INNOVAR.UIO, era construir un metro ligero de superficie entre Guamaní y Carcelén, con secciones subterráneas y elevadas en distintos tramos, pero quedó en la fase de estudios y nunca se concretó. Con la llegada Barrera a la Alcaldía el proyecto del TRAQ fue desechado por completo, y se inició el plan de construir un subterráneo.[cita requerida]
Un acuerdo entre el Municipio capitalino y la Comunidad de Madrid dio lugar a que la empresa Metro de Madrid iniciara en 2010 los estudios de factibilidad del Metro que determinaron aspectos tanto de consistencia de suelo, ubicación de las estaciones, entre otros. Estos estudios resultaron favorables y concluyeron que el recorrido de la línea 1 debía ser entre las parroquias de Quitumbe y La Concepción.[cita requerida]
En mayo de 2010, el alcalde Augusto Barrera creó la Unidad de Negocios Metro de Quito (UNMQ) como entidad adscrita a la Empresa Pública Metropolitana de Movilidad y Obras Públicas (EPMMOP); la gerencia de esta Unidad fue delegada a Edgar Jácome. Durante dos años esta Unidad, en el marco del modelo de desarrollo del proyecto adoptado, se encargó de llevar a cabo los procesos para la realización de los estudios de movilidad y demanda, factibilidad integral del proyecto (comercial, técnica, económico social, económico financiero), impacto ambiental, estructuración del financiamiento y modelo de institucional para la ejecución y operación del proyecto. Una vez que se comprobó la viabilidad integral del proyecto, Barrera resolvió avanzar hacia la siguiente etapa, que fueron los diseños de ingeniería de detalle de la obra en su conjunto.[cita requerida]
El 12 de abril de 2012 el Concejo Metropolitano decidió crear la Empresa Pública Metropolitana Metro de Quito (EPMMQ) para tomar la posta de la UNMQ y ser la Empresa que ejecute el diseño, construcción, equipamiento y sobre todo operación del Metro de Quito.

## Construcción
La Construcción de la Línea 1 del Metro de Quito se dividió en dos etapas, la primera para construir las estaciones de transferencia El Labrador y La Magdalena, y la segunda y más compleja para construir el túnel, las otras 13 estaciones, la adquisición de los trenes, la puesta a prueba de los mismos y demás obras. La primera etapa se empezó a construir en enero de 2013, la segunda arrancó a finales del mismo año con el llamado a los diferentes procesos de licitación, mientras que la construcción en sí misma inició el 19 de enero de 2016 en las inmediaciones de la Terminal Terrestre Quitumbe.

### Características
El trazado de la línea 1 contempla un recorrido de 22 kilómetros totalmente subterráneos, con estaciones ubicadas entre 1.000 y 1.800 metros, mientras que el túnel esta a profundidades entre los 8.26 y 22.92 metros.
Para la construcción del túnel se previeron inicialmente tres métodos; el primero llamado entre pantallas o cut and cover, con el que se construirá alrededor de 1.8 km; el método convencional con algo más de 2 km, que cruzaría el Centro Histórico; y el método de tuneladoras, con una iniciando la excavación en la parte norte y otra desde el sur, para un total de 16 km. Sin embargo, el 26 de julio de 2016 se anunció que el tramo del Centro Histórico también se realizaría con tuneladora. La construcción de las 15 estaciones está basada en el primer método mencionado (cut and cover), este método comprende cuatro etapas, la construcción de un Muro Pantalla en el perímetro de la estación, posteriormente, sobre estas pantallas se funde una losa, que será el techo de la estación, con esto concluye el trabajo en la superficie, dejándola habilitada para el uso urbano, en la tercera etapa se remueve toda la tierra del interior vaciando la estación, y finalmente se procede a la adecuación de espacios interiores para las boleterías, vestíbulos, ascensores y colocación del andén. las dimensiones promedio de las estaciones son de 150 metros de largo y 30 metros de ancho y están diseñadas para soportar sismos de hasta 7,8 de magnitud en la Escala sismológica de Richter.
El Metro será la parte principal del Sistema de Transporte Público Metropolitano de Quito (SITM-Q), que cuenta además con autobuses, y sistemas de BRT (bus de tránsito rápido) que servirán para complementar la movilidad de la ciudad. Empezaría transportando 375 mil personas diariamente.
Durante todo el 2011 se realizaron estudios de factibilidad integral del proyecto (demanda y movilidad, viabilidad comercial, técnica, social, financiera e institucional), estudios de impacto ambiental. para el Metro que confirmaron que sí es posible construirlo, dado que la ciudad se compone en su mayoría de suelos blandos y compactos y tan solo el 1% del trayecto del metro presenta suelos duros (roca volcánica a la altura del panecillo). El metro de Quito pasa por debajo de las redes de colectores, aguas subterráneas y acuíferos, de igual manera sorteará algunas quebradas.

### Primera fase

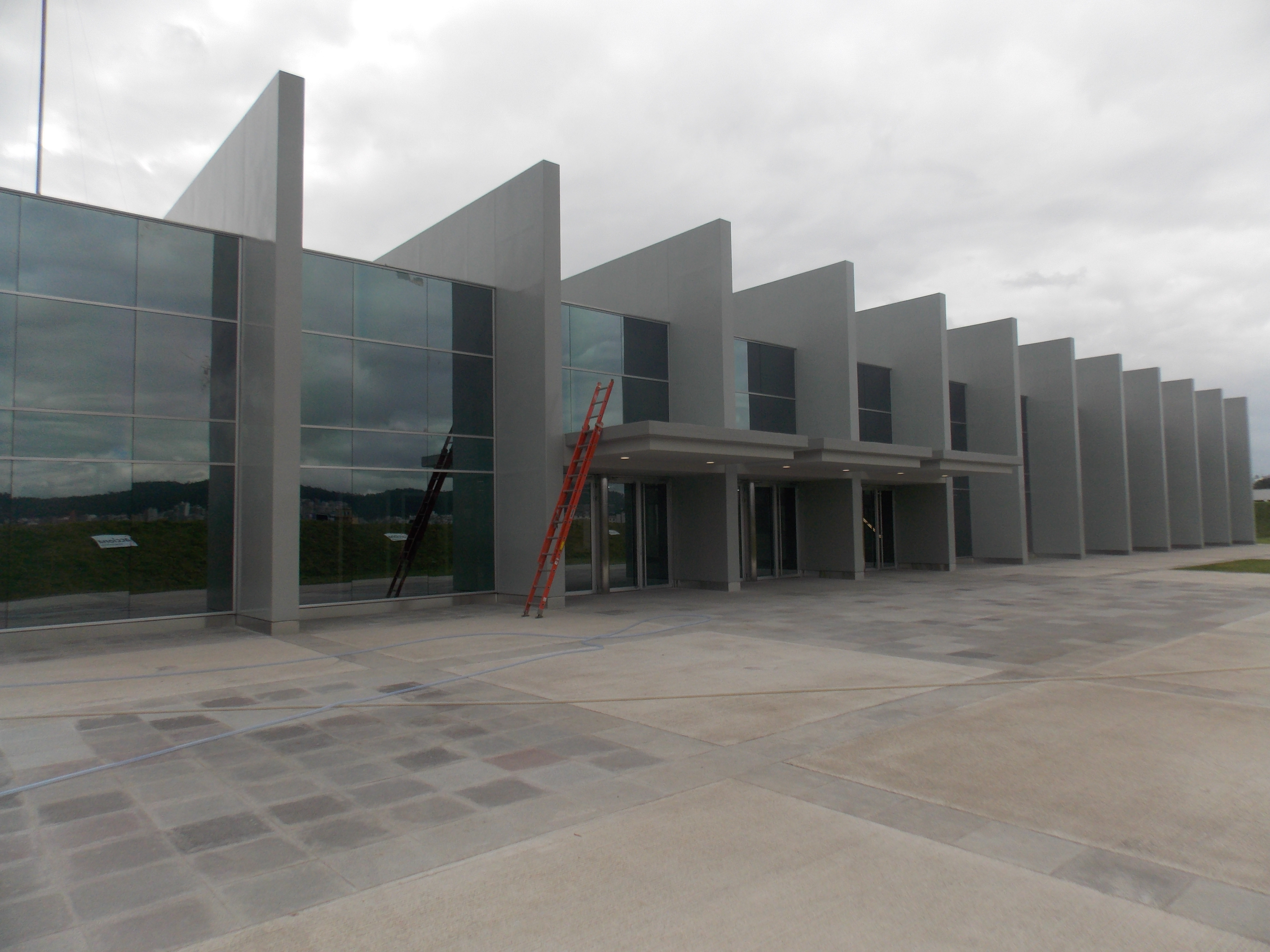
Estación El Labrador, cabecera norte del sistema.

Compuesta por las estaciones de transferencia La Magdalena y El Labrador, inició su construcción el 16 de enero de 2013, en la parroquia La Magdalena al sur de la ciudad, luego de que el Gobierno Nacional donara terrenos que pertenecían al Ministerio de Defensa para el emplazamiento de dicha estación, la estación de El Labrador retrasó el inicio de su construcción hasta marzo de 2013, un mes después del cierre del Antiguo Aeropuerto Internacional Mariscal Sucre en cuyos predios se ubica. Para el 26 de diciembre de 2013, esta fase tenía un porcentaje de ejecución del 51%
La primera fase de construcción del Metro de Quito se licitó el 8 de julio de 2010 después de que el 8 de mayo Metro de Madrid entregará los estudios definitivos de ingeniería de dicha fase; el plazo de ejecución es de 18 meses y su presupuesto es de 64,8 millones de dólares. El 1 de noviembre de 2012 la Empresa Metro de Quito adjudicó la construcción de la primera fase del Metro a la empresa española Acciona Infraestructuras de entre 5 empresas que ofrecieron construir esta fase.

### Segunda fase
La segunda fase fue dividida en 2 partes, la primera que contempla la construcción del túnel del metro, las estaciones restantes con instalaciones completas y otras obras complementarias y la segunda para la adquisición del material rodante. El 22 de julio de 2013, Edgar Jácome, gerente del Metro firmó un contrato de asesoramiento técnico con el Consorcio español GMQ, integrado por las compañías KV Consultores de Ingeniería, Proyectos y Obras, S.L. y PROINTEC S.A.
El proceso de licitación inició en noviembre de 2013 con el anuncio de que se precalificarían a empresas que estuvieren interesadas en la construcción del Metro, aunque no fue hasta abril de 2014 que la empresa Metro de Quito llamó a las empresas interesadas en dicho proceso. De este llamado, 7 consorcios pasaron la precalificación, y en noviembre de 2013 se informó que solo 4 habían cumplido todos los requisitos para participar en la licitación. La licitación para la segunda parte, la adquisición y fiscalización de los 18 trenes autopropulsados, fue convocada el 22 de enero de 2014. El 24 de septiembre de 2015 el alcalde Mauricio Rodas anunció que la licitación para la fiscalización de la segunda fase fue adjudicada al consorcio Metro-Alianza por un valor de 27,9 millones de dólares, lo que supuso un ahorro de tres millones con respecto al presupuesto referencial inicial. El consorcio estuvo conformado por empresas suizas, españolas y mexicanas de amplia experiencia en fiscalización de obras grandes de infraestructura y tuvo la puntuación más alta dentro del proceso licitatorio.
El 27 de octubre de 2015 se adjudicó el contrato de construcción de la fase dos al consorcio Acciona-Odebrecht, mismo que contempla 22 kilómetros de túnel y las trece estaciones del sistema que de deberán estar listas en un periodo de 42 meses, incluidos seis de prueba. El mismo día el alcalde Mauricio Rodas señaló que para la adjudicación se debió sortear múltiples dificultades, sobre todo la brecha de 500 millones de dólares del presupuesto referencial original, que debió ser cubierta por nuevos mecanismos de financiamiento, con lo que el costo total de la segunda fase ascendió a 1538 millones de dólares, cubiertos por el Municipio de Quito (63%) y el Gobierno ecuatoriano (37%) mediante préstamos del Banco Interamericano de Desarrollo, Banco Europeo de Inversiones, Corporación Andina de Fomento y el Banco Mundial.
La firma del contrato y formalización del mismo tuvo lugar el 26 de noviembre de 2015 en el Centro Cultural Itchimbía, mientras la construcción de esta segunda fase, la más importante y extensa, arrancó oficialmente el 19 de enero de 2016, iniciando el levantamiento del Centro de Control de Quitumbe, que sirve como base de operaciones para todo el sistema.
El 25 de agosto de 2016 se recibieron y realizaron las pruebas técnicas de dos de las tres tuneladoras que llegaron a Quito a finales del mismo año, y que fueron construidas con especificaciones técnicas para adaptarse a las características de los suelos de Quito.  Las tuneladoras, que miden 110 metros de largo y 9,4 de diámetro, fueron bautizadas tras una votación pública con los nombres de «La Guaragua» (13,96%), «Luz de América» (13,66%) y «Carolina» (9,87%).
La primera tuneladora "La Guaragua", llegó a la estación del metro "El Labrador" en Quito el 18 de noviembre de 2016, fecha en la que se registró un avance del 10% de la obra, y comenzó su ensamblaje el 2 de diciembre del mismo año con ayuda de alrededor de 80 personas, para iniciar la perforación del túnel el 24 de febrero de 2017 desde El Labrador hasta La Alameda, cubriendo 7,5 km. La segunda tuneladora "Luz de America" llegó a suelo Ecuatoriano el 22 de noviembre de 2016 para cubrir 8,1km desde La Alameda hasta EL sector de Solanda, y finalmente la tercera Tuneladora "Carolina" llegó en enero de 2017 para cubrir el último tramo desde Solanda hasta Quitumbe con una distancia de 3,6km.

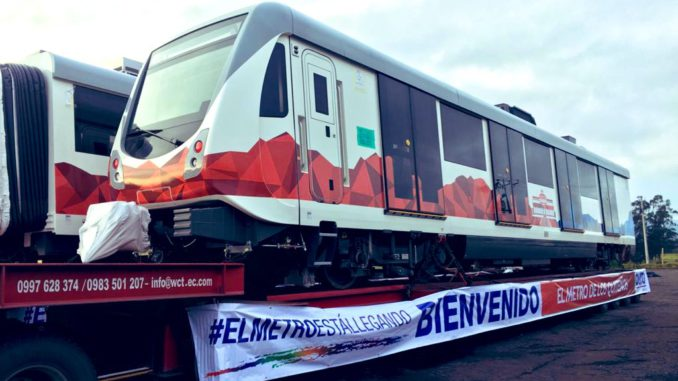
Arribo del tren del metro a Quito desde España.

Cada Tuneladora fue operada por un equipo de 240 personas, agrupados en cuatro equipos de 60 personas rotando cada 6 horas, en el caso de "La Guaragua" el 90% del personal que la opera es Ecuatoriano, personal que adquirió experiencia en España. Las tres Tuneladoras no solo fueron diseñadas para perforar bajo tierra, tras su paso van colocando un anillo de 1,50 metros de ancho formado por siete piezas de Hormigón (seis de 4,3 metros y una de 2 metros) denominadas dovelas y fijadas con mortero y pernos. Para elaborar cada dovela se requiere 1,5 metros cúbicos de hormigón vertidos en moldes metálicos ondulados y comprimidos con vapor de agua a 60 grados, este proceso se ejecutó en dos fábricas localizadas en Quitumbe y El Labrador, con una capacidad de producción de 30 dovelas diarias a un ritmo de trabajo continuo. En total se fabricaron 98.000 dovelas para formar 14.000 anillos de 8,43 metros de alto que recubrieron todo el túnel del metro desde Quitumbe hasta El Labrador.
Con el inicio de la construcción de la estación de San Francisco, la segunda fase del metro de Quito registró un avance del 23% según indicó el alcalde Mauricio Rodas, con 35 frentes de trabajo distribuidos a lo largo de la ciudad, generando hasta el momento 3.000 empleos directos y 6.000 empleos indirectos.La polémica estación ubicada en el centro de Quito Inicio obras el 20 de abril de 2017. Por el tipo de suelo la estación se construyó a 30 metros de profundidad además de ser un poco más corta por las condiciones de la plaza de San Francisco, con respecto las piezas arqueológicas encontradas en el lugar se realizó un estricto control y tratamiento de dichas piezas, bajo la supervisión del Instituto Metropolitano de Patrimonio, además del uso de tecnología desarrollada para detectar posibles restos arqueológicos aun no descubiertos, todos estos controles fueron reconocidos y congratulados por el Comité de Patrimonio Mundial de la UNESCO, dando de esta forma la garantía de preservar el acervo histórico de la capital. Los restos arqueológicos encontrados fueron destinados a una exhibición permanente dentro de la misma estación.
A mediados de 2017 se fabricaban en España los 18 trenes autopropulsados, con seis coches cada uno. El entonces alcalde de Quito, Mauricio Rodas, informó que: “Son vehículos ferroviarios de última tecnología, con espacios para personas con discapacidad, lugares para el transporte de bicicletas, con servicio de Internet gratuito, aire acondicionado y espacios cómodos, amplios, agradables”, además se conoció que la llegada de los primeros trenes autopropulsados sería a finales del siguiente año. Mientras tanto en el sur de Quito la tercera tuneladora "La Carolina" comenzaba a perforar el túnel en desde Quitumbe, y su hermana "Luz de América" continuaba trabajando y acercándose lentamente centro histórico, pero en la superficie los ciudadanos estaban preocupados por la magnitud de la obra y que esta pueda afectar esta zona catalogada por la UNESCO como Patrimonio Cultural de la Humanidad. Pero, por el contrario y con respaldos de estudios, además de seminarios de expertos de España, Italia, Colombia, Perú y Chile dirigidos a la comunidad se socializó que los métodos constructivos actuales no representaban ningún problema para las zonas Patrimoniales.
El 4 de julio de 2018, tras cubrir el 70% de su recorrido, la tuneladora "Luz de América" llegó a la estación de San Francisco en un evento al que asistió el presidente de la república del Ecuador Lenin Moreno y que se transmitió en redes sociales, además de recibir la felicitación a la constructora del metro y a la ciudad por parte de la comisión de vigilancia de la UNESCO por el estricto cumplimiento de normas técnicas y tácitas cuyo resultado fue la permanencia Intacta de la Plaza de San Francisco. Entre tanto la Tuneladora "La Guaragua" se encontraba en mantenimiento en la estación de la Universidad Central del Ecuador tras completar el 73,3% de su recorrido previsto y en los siguientes días continuaría avanzando hasta la estación "La Alameda" y la última Tuneladora "La Carolina" ya había concluido su trabajo un mes atrás, sumando un total de 14,6km del túnel y completando hasta ese momento un 68% de la obra total. Bernardo Requena, representante del Banco de Desarrollo de América Latina, mencionó que la operación del metro equivaldrá un ahorro de 50 millones de dólares anuales en consumo de combustible, además de la posibilidad de que 60.000 toneladas anuales  de dióxido de carbono (CO2) dejen de emitirse, y representara 800 plazas directas de trabajo permanentes.
Se acercaba el momento en el cual los primeros trenes del metro arriben a la capital, y en Quito la eficacia de la obra batió récords de productividad y avance, en agosto de 2017 la tuneladora "La Guaragua" fue la primera en batir un récord, tras recorrer 1113 metros 30 días consecutivos, en mayo de 2018 la tuneladora "Luz de América" registro su propio récord de productividad al excavar 79.5 metros en una jornada de 24 horas sin quedarse quieta en ningún momento, y en julio del mismo año logró romper el récord de "La Guaragua" logrando excavar 1489,5 metros en 30 días. Finalmente llegó el día, después de llegar a Manta el 1 de septiembre, cinco días después, el 6 de septiembre de 2018 el primero de 18 trenes del metro, arribo a Quitumbe, al sur de la capital los 17 trenes restantes continuarán llegando periódicamente hasta finales de 2019.

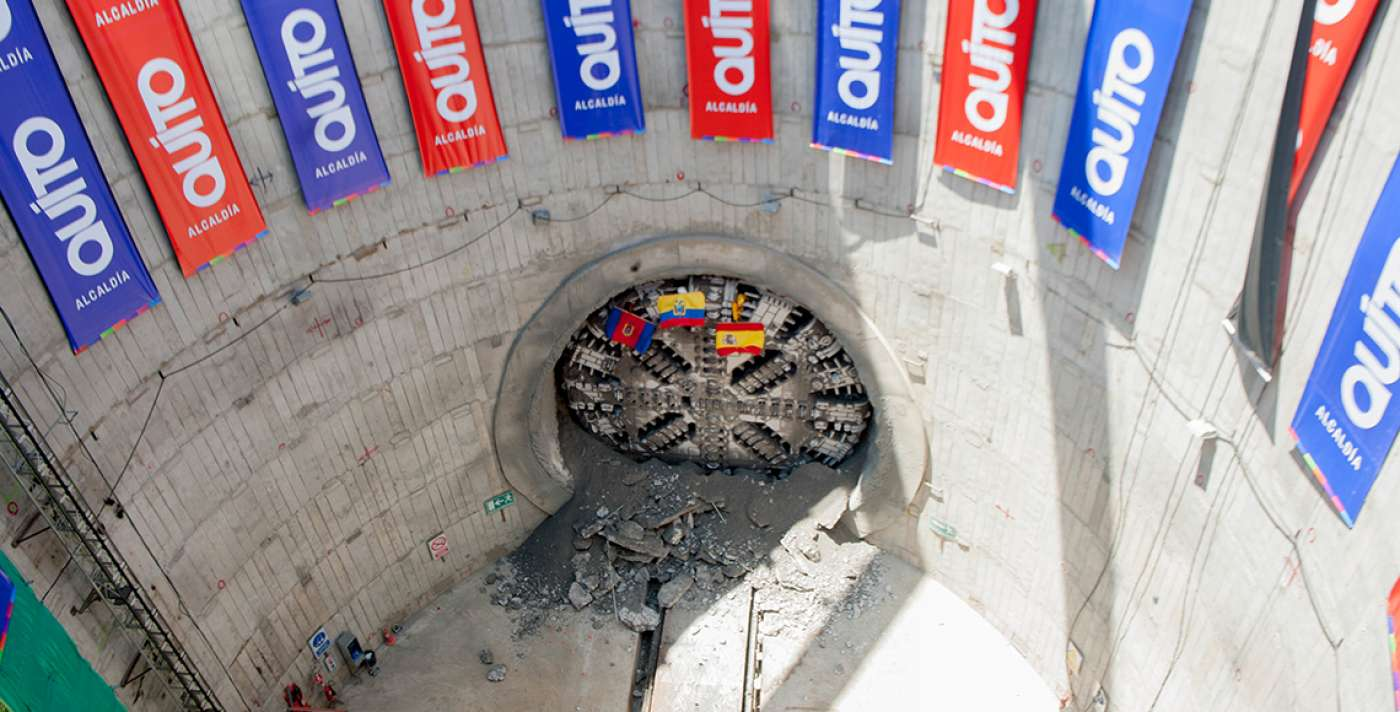
Tuneladora "Luz de América" completa la construcción del túnel del metro de Quito.

En la mañana del 2 de octubre de 2018 llegó la tuneladora "Luz de América" al pozo de extracción del parque "El Arbolito" en el centro norte de la ciudad, culminando de esta forma el 100 % de la construcción de los 22 km de túnel para el metro de Quito. El alcalde Mauricio Rodas explicó que hasta ese momento se habían colocado más de 11 km de rieles y que los 75 frentes de trabajo continuaban trabajando con total normalidad, registrando así un avance del 77% a la fecha.
Dos meses y medio después de llegado el primer tren autopropulsado del metro a Quitumbe inició la primera de tres fases pruebas de funcionamiento, a través de 300 metros de vía el tren fue remolcado lentamente por un loco-tractor, utilizado para transportar maquinarias y material. En la prueba se evaluó el acople del tren en las rieles, y el correcto desplazamiento, además de verificar un correcto acople entre los coches, estas pruebas se realizaron en la playa de rieles, donde se ubicara la cochera y talleres de los trenes para el Metro de Quito. El 6 de diciembre el consorcio Acciona informó que se había superado el 50% de la colocación de los rieles, es decir 23,3km de vías de lo 45,8km previstos para el óptimo funcionamiento del metro.
El segundo tren de arribo el 29 de enero a la estación de El Labrador, este será el primer tren en hacer pruebas bajo tierra, donde será ensamblado y sometido a pruebas de funcionamiento, el siguiente tren llegó en febrero y después continuaran llegando dos trenes mensuales hasta el mes de octubre, el metro de Quito operara de 06h00 a 23h00, en tres turnos de trabajo y un respaldo adicional ante cualquier inconveniente, de tal manera que, según Jorge Yáñez (gerente del metro de Quito), se necesitaran alrededor de 150 conductores para los trenes.
En el mes de marzo de 2019, posterior a la llegada del tercer tren para el metro de Quito, se registró un avance del 80% y con un 92% de la colocación de las vías, y días después de que circulara en redes sociales varios videos del tren del metro circulando en las vías, el 18 de marzo en presencia de invitados, medios de comunicación y autoridades entre ellas, el alcalde de Quito, Mauricio Rodas, el presidente de la República, Lenin Moreno y el embajador de Estados Unidos, Todd Chapman, se realizó la primera prueba con pasajeros del metro de Quito, quienes constataron la calidad de los coches que contaban con espacios para personas con discacidad y pasajeros con bicicletas, y se movilizaron desde el sector de Iñaquito hasta la estación "Jipijapa". Y en los días siguientes se continuaron realizando pruebas con pasajeros.

## Controversias

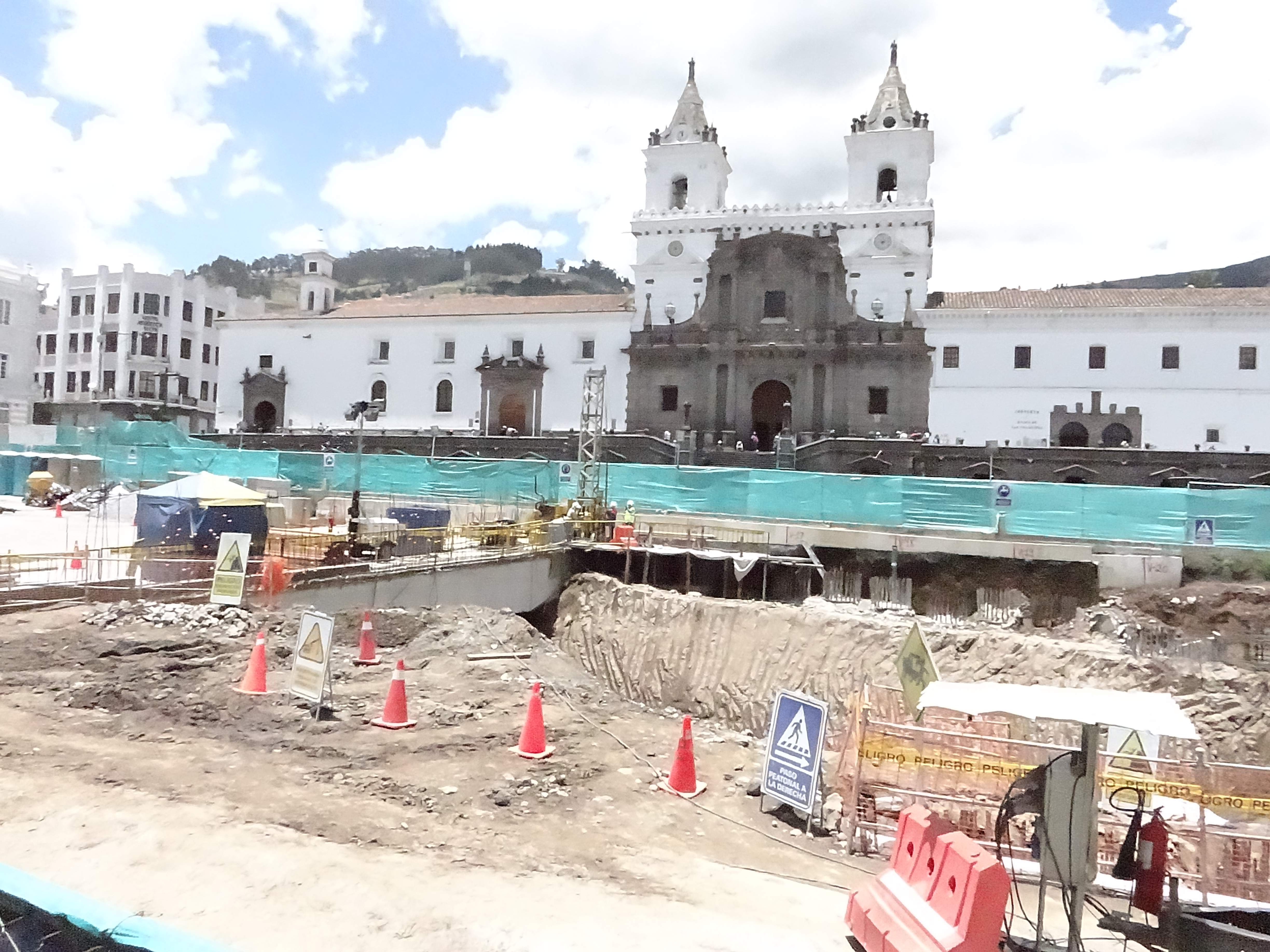
Construcción de la estación San Francisco, en 2017.

### Polémica arqueológica
El 19 de septiembre de 2016 se viralizó en las redes sociales una denuncia masiva por una serie de fotografías tomadas clandestinamente dentro del área de trabajo de la Estación San Francisco un día antes; sobre ello, el Municipio anunció que efectivamente se habían encontrado varias estructuras durante los trabajos y el 20 de septiembre se envió un informe al Instituto Nacional de Patrimonio Cultural para que se siga el respectivo proceso.
El 30 de septiembre un colectivo ciudadano representado por el abogado Fernando Gándara presentó una acción de protección para detener los trabajos en la estación hasta que se realizara el pronunciamiento del INPC; en el documento se argumentó que durante los trabajos de remoción de tierra se encontraron arcos y gradas elaboradas en cangahua que podrían ser de factura incásica o colonial.
Posteriormente se continuó con la protección de estos vestigios patrimoniales en la estación de San Francisco bajo la supervisión de Instituto Metropolitano de Patrimonio, acompañada del uso de radares con la capacidad de detectar posibles restos arqueológicos aun no descubiertos a 10 metros y a 40 metros de profundidad, todos estos controles fueron felicitados por el Comité de Patrimonio Mundial de la UNESCO, garantizando la protección el acervo histórico de la capital. los restos arqueológicos serán expuestos de forma permanente en la estación del metro en San Francisco, para que los ciudadanos nacionales y extranjeros puedan conocer el pasado colonial de la ciudad mientras desarrollan su trayecto cotidiano.

### Polémica por casos de corrupción
En abril de 2021, la Fiscalía española presentó a la Audiencia Nacional una acusación por corrupción contra Consorcio GMQ, que se hizo adjudicar una contratación superior a $15 millones para estudios sobre la ejecución de la obra civil.

## Financiamiento
El costo inicial de la Línea 1 del Metro de Quito se estimó inicialmente en 1.499,9 millones de dólares ($1,499,900,000), que serían financiados en partes iguales entre el Gobierno central y el Municipio de Quito. El aporte del Gobierno preveía la consecución de préstamos de las entidades multilaterales BID, CAF y BEI por 700 millones de dólares, y los restantes 50 millones provenientes de fuentes presupuestarias. Por su parte, el Municipio aportaría los 750 millones de dólares del presupuesto inicial de la siguiente forma: crédito del Banco Mundial por 200 millones, préstamo del Banco del Estado por 152 millones, crédito de proveedores de los trenes por 183 millones, titularización de los recursos que le corresponden en la operación del nuevo Aeropuerto de Quito con 80 millones y los restantes 135 millones de fondos presupuestarios.
Posteriormente, debido al resultado de las licitaciones para la construcción y fiscalización de la Fase 2 y el recálculo del monto de reajustes de precios, el presupuesto original subió a 2009 millones de dólares, es decir una diferencia de 509 millones respecto al presupuesto inicial. Esta diferencia será asumida en su totalidad por el Municipio de Quito sobre la base de las siguientes fuentes de financiamiento: crédito del BNDES de Brasil por 251 millones, préstamos del BIRF por 150 millones, préstamo del BEI por 40 millones, y los restantes 68 millones del presupuesto municipal. De esta forma el Gobierno nacional participó finalmente con el 37% del costo total del proyecto y el Municipio con el 63%.

## Tarifa

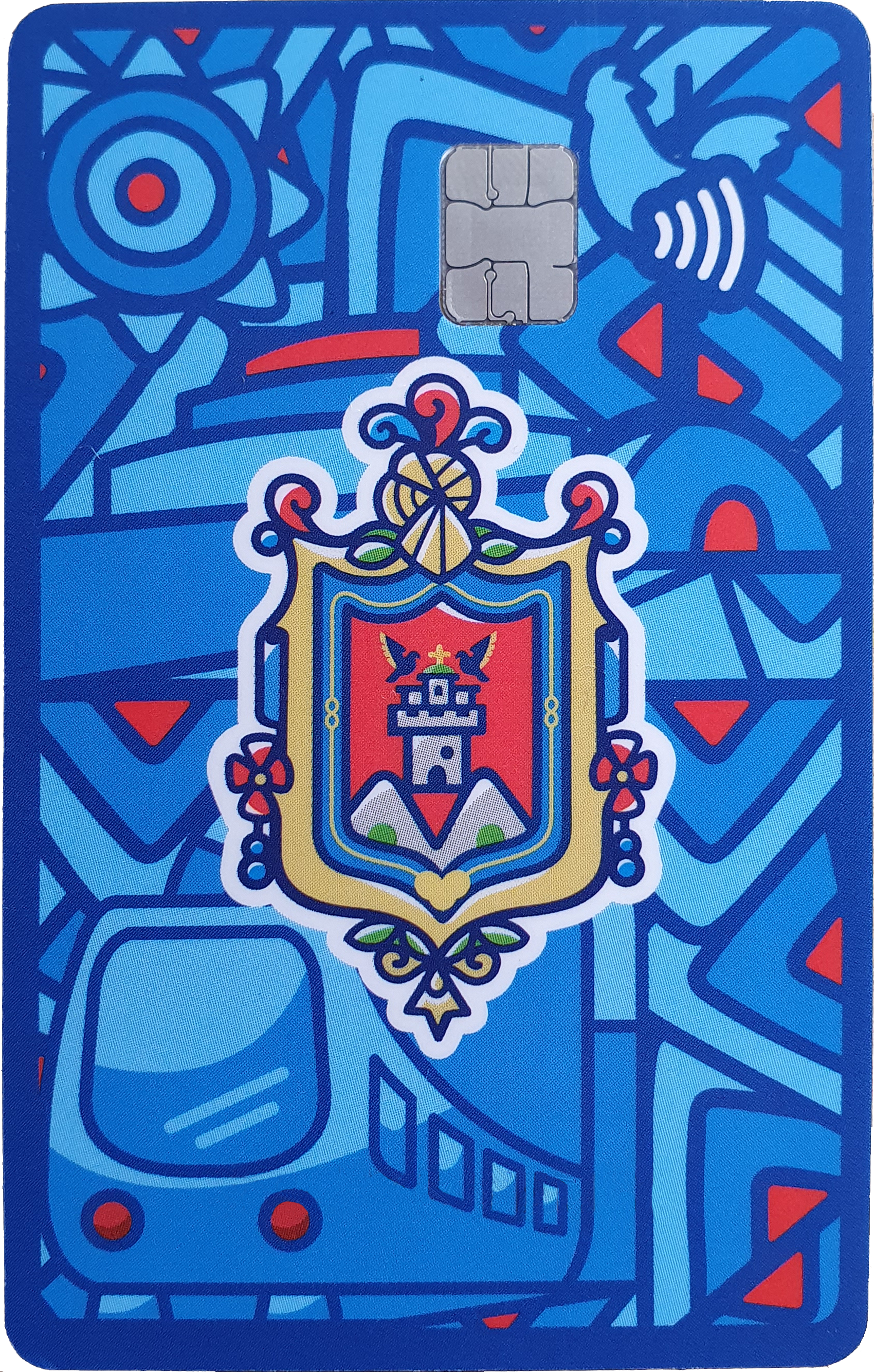
La "Tarjeta Ciudad" usada como medio de pago del Metro de Quito

Desde que se presentaron los estudios de prefactibilidad, se habló de una tarifa promedio de 40 o 45 centavos de dólar. Tras varios años de debate respecto a los costos de operación, subsidios de la tarifa y el modelo de operación, en noviembre de 2021, el Concejo Metropolitano definió que el metro tendrá una tarifa comercial de 45 centavos para el viaje único. Esta se complementa con una tarifa de 60 centavos para los viajes integrados con el sistema Metrobus-Q o con los buses urbanos. La idea desde la municipalidad es reorganizar el transporte en la superficie de modo que los distintos medios de transporte alimenten al metro y de esa forma el proyecto tenga viabilidad financiera.
Para el pago de la tarifa y uso del Metro, los usuarios pueden comprar en taquillas su boleto impreso con un código QR que se presenta en el lector de los torniquetes de acceso. Por otro lado, registrándose en la página web del Metro se puede crear la llamada "Cuenta Ciudad" que permite recargar saldo y generar el código QR de ingreso mediante la página web o la aplicación del Metro. De la  misma manera, con la cuenta ciudad se puede pedir la "tarjeta Ciudad" así como vincular la cédula de identidad como medio de pago.

## Material rodante
En julio de 2016 se informó que los trenes a utilizarse en el Metro de Quito estarían compuestos por seis coches para una longitud total de 110 m, con 144 asientos, amplios pasillos y Wi-Fi gratuito, y que podrían acoger hasta 1500 pasajeros, el modelo sería el MQ117; es decir el equivalente a diez unidades del sistema Trolebús. La operación de las unidades, que funcionarían con energía eléctrica, sería de carácter semiautomático, es decir que estarán dotados por un operador a bordo que se encargará del accionamiento de puertas y administración del sistema de video vigilancia y seguridad. La primera etapa del funcionamiento contará con 18 unidades que recorrerán la línea 1 a una velocidad de 40 km/h, lo que significaría el doble de velocidad que el transporte público de superficie al año 2016.
El primer tren llegó en septiembre del 2018 a Quitumbe y fue ensamblado en la superficie; el segundo, en enero de 2019, este fue ensamblado de forma subterránea y fue el que realizó las primeras pruebas en el túnel, primero vacío y después con asistencia de pasajeros. El tercer tren llegó al sur de Quito un mes después, posteriormente arribarán a la capital dos trenes por mes, hasta completar los 18 trenes, hacia el mes de octubre de 2019.

## Línea única

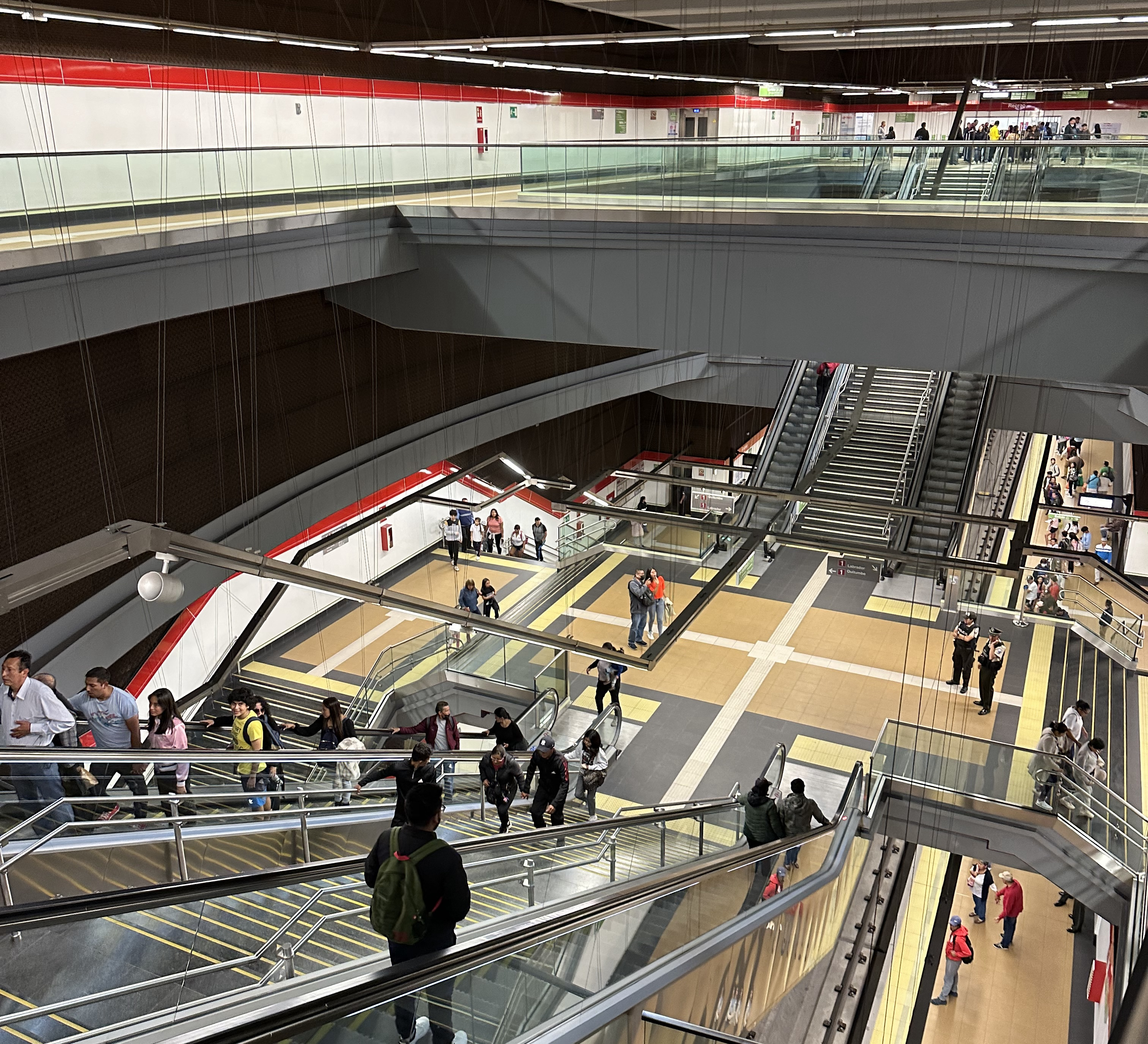
Interior de la Estación El Recreo en diciembre de 2023.

Es la primera ruta del Metro de Quito y eje transversal del Sistema Integrado de Transporte Masivo de Quito. Inició sus operaciones el 1 de diciembre de 2023. Es subterránea y cuenta con 15 estaciones que atraviesa la ciudad de sur a norte, y tiene una duración de viaje de 34 minutos.
Las 15 estaciones de esta línea son:
| Ícono | Estación             | Dirección                                  | Correspondencia |
| ----- | -------------------- | ------------------------------------------ | --------------- |
|       | Quitumbe             | Av. Cóndor Ñan y Pumapungo                 |                 |
|       | Morán Valverde       | Av. Rumichaca Ñan y Av. Morán Valverde     |                 |
|       | Solanda              | Av. Ajaví y Benancio Estandoque            |                 |
|       | Cardenal de la Torre | Av. Cardenal de la Torre y Vicente Reyes   |                 |
|       | El Recreo            | Av. Pedro Vicente Maldonado y Moraspungo   |                 |
|       | La Magdalena         | Av. Rodrigo de Chávez y Jacinto Collahuazo |                 |
|       | San Francisco        | Av. Benalcázar y Antonio José de Sucre     |                 |
|       | La Alameda           | Av. Gran Colombia y Ramón Egas             |                 |
|       | El Ejido             | Av. Patria y Av. 6 de Diciembre            |                 |
|       | Universidad Central  | Av. América y Fray Antonio de Marchena     |                 |
|       | Pradera              | Av. Eloy Alfaro e Inglaterra               |                 |
|       | La Carolina          | Av. Eloy Alfaro y Av. de la República      |                 |
|       | Iñaquito             | Av. Naciones Unidas y Japón                |                 |
|       | Jipijapa             | Av. Amazonas y Juan de Ascaray             |                 |
|       | El Labrador          | Av. Amazonas e Isaac Albéniz               |                 |

En declaraciones a la prensa el 9 de agosto de 2023, Pabel Muñoz, el alcalde de Quito, anunció el encargo de los estudios para ampliar el Metro de Quito con una nueva línea hasta el sector de Calderón, con un coste estimado de 800 millones de dólares. Se ampliaría la línea 1 desde El Labrador hasta La Ofelia con 4 nuevas estaciones, y de ahí una estación más hasta Calderón, debido a que las pendientes pronunciadas impedirían la construcción de estaciones intermedias en ese tramo.
En marzo de 2025 se anunció la primera extensión de la línea, sumando 4 nuevas estaciones, siendo una de ellas multimodal. Estas estaciones tendrían las siguientes ubicaciones:
- Bicentenario En el centro del parque Bicentenario.
- Andalucía Sobre la avenida Fernández Salvador, en el noroccidente.
- Rosario Sobre la avenida del Maestro en el barrio La Rumiñahui.
- Estación y Terminal La Ofelia, como nueva estación multimodal.[77]

## Logotipo
El Municipio de Quito inició en septiembre de 2018 la elección de un logotipo para el Metro de Quito, siendo realizada la elección entre 3 propuestas finalistas de 20 que había recibido el municipio, tras esto la propuesta de la empresa Saltiveri-Ogilvy fue la escogida por el municipio, en octubre de 2018 se viralizó la denuncia de la empresa MStudios por el plagio de su logo por parte de la empresa Saltiveri-Ogilvy, sin embargo el municipio no retiró ni modificó el logo, siendo este últimamente donado al municipio por parte de Saltiveri-Ogilvy para generar un ahorro de $40.000.
La administración de Jorge Yunda decidió cambiar el logotipo tras encontrar anomalías en la marca del Metro de Quito, volviendo a presentar 3 opciones para que los ciudadanos puedan votar, pero esta vez a través de Facebook. Sin embargo, se desató otra polémica cuando la empresa Marmot señaló que el logotipo era similar (aunque no igual) al escogido por la alcaldía. Tras esto el municipio borró las imágenes y aseguró que se había tratado de una prueba.  El 8 de noviembre de 2019, el Directorio de la Empresa Pública Metro de Quito decidió aprobar la propuesta del alcalde Jorge Yunda de reemplazar el logotipo del metro por el previamente usado por el sistema de transporte Trolebús. Además señaló que en las siguientes semanas se realizaría el cambio de la iconografía del resto del sistema.